# Punta Patache
Punta Patache es una localidad chilena ubicada en la comuna de Iquique, Región de Tarapacá, a 65 kilómetros al sur de la capital regional.
Es conocido por sus características de oasis, en el sector denominado Alto Patache. Dicho oasis es consecuencia de la neblina que emana de la costa del océano Pacífico —conocida como camanchaca—, la cual genera un microclima en esta zona del desierto de Atacama. Algunas de las especies que conforman la flora de este ecosistema son la Alstroemeria lutea  y la Nolana intonsa.
El oasis de Alto Patache fue entregado por el Ministerio de Bienes Nacionales en concesión gratuita por 25 años a la Pontificia Universidad Católica de Chile para su estudio y conservación. El área que compone el oasis es de 1114,4 hectáreas, extendidas por 6 kilómetros de la costa.